# Consuetudini di Paternò
Le Consuetudini della città di Paternò furono un sistema di norme civili in vigore nella terra di Paternò agli inizi del XV secolo.
Furono emanate l'11 novembre 1405 al Castello Normanno di Paternò dalla regina Bianca di Navarra, dove essa dimorava e della quale era feudataria, con il titolo di Consuetudines Terre Paternionis.
Le consuetudini furono un sistema di norme in materia di diritto civile, codificato in lingua latina, che comprendeva 87 articoli riguardanti il diritto matrimoniale, familiare, privato e commerciale.
Esse derivarono dalle Consuetudini di Catania, emanate nel 1345.
Una riedizione delle consuetudini fu approvata e pubblicata un secolo più tardi su ordine del conte Francesco Moncada, che l'11 maggio 1550 fece emanare Le Nuove Consuetudini di Paternò.